# Adesão da Sérvia à União Europeia
A adesão da Sérvia à União Europeia está na atual agenda para o alargamento futuro da União Europeia.
Em 7 de novembro de 2007, a Sérvia iniciou um Acordo de Estabilização e Associação com a União Europeia. Este foi um marco nas negociações de adesão da Sérvia e foi executado seguindo o conselho da principal promotora dos crimes de guerra, Carla Del Ponte, que aconselhou a União Europeia de que o país estava cumprindo com o combinado no tribunal, mas estipulou que Ratko Mladić deveria estar em Haia antes de qualquer assinatura oficial. Mladić foi posteriormente preso em 26 de maio de 2011 e foi extraditado para o Tribunal Penal Internacional para a antiga Iugoslávia para ser julgado. Em 20 de julho de 2011, Goran Hadžić tornou-se o último fugitivo indiciado a ser preso. Após os contratempos no campo político, em 7 de dezembro de 2009, a União Europeia descongelou o acordo comercial com a Sérvia e os países do Acordo de Schengen abandonaram a obrigação de visto para cidadãos sérvios em 19 de dezembro de 2009.
A Sérvia solicitou oficialmente a adesão à União Europeia em 22 de dezembro de 2009 e a Comissão Europeia recomendou que tornasse um candidato oficial em 12 de outubro de 2011. Após a recomendação do Conselho de 28 de fevereiro de 2012, a Sérvia recebeu o completo estatuto de candidato em 1 de março. Em 28 de junho de 2013, o Conselho Europeu aprovou as conclusões e recomendações do Conselho de Ministros para abrir negociações de adesão com a Sérvia. Em dezembro de 2013, o Conselho da União Europeia aprovou a abertura de negociações sobre a adesão da Sérvia em janeiro de 2014 e a primeira Conferência Intergovernamental foi realizada em 21 de janeiro no Conselho Europeu em Bruxelas.